# Antonio Montero Moreno

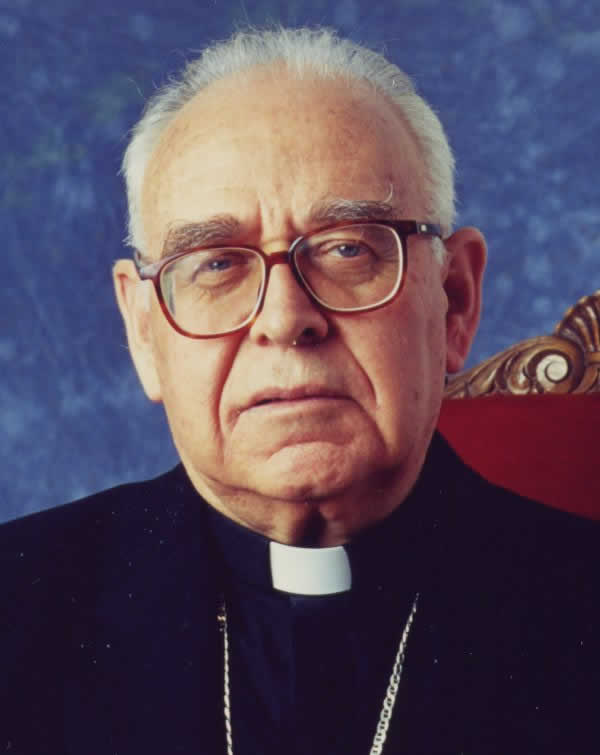
Erzbischof Antonio Montero Moreno

Antonio Montero Moreno (* 28. August 1928 in Churriana de la Vega; † 16. Juni 2022 in Sevilla) war ein spanischer Geistlicher und römisch-katholischer Erzbischof von Mérida-Badajoz.

## Leben
Antonio Montero Moreno trat in das Priesterseminar in Granada ein. Er studierte Theologie an der Theologischen Fakultät von Cartuja (Facultad de Teología de Granada) in Granada und Kirchengeschichte an der Päpstlichen Universität Gregoriana in Rom. Er promovierte in Theologie an der Päpstlichen Universität Salamanca und absolvierte die Journalistenschule in Madrid. 

Erzbischofswappen

Er empfing am 19. Mai 1951 in der Lateranbasilika in Rom das Sakrament der Priesterweihe. Nach seiner Tätigkeit in der Pfarrei San Agustín, als Kaplan am Hospital Clínico de San Cecilio und als Lehrer am Colegio de Cristo Rey, alle in Granada, wurde er 1953 zum stellvertretenden Direktor der Zeitschrift „Ecclesia“ und 1958 zu deren Direktor ernannt. Außerdem unterrichtete er Kirchengeschichte und Patrologie am Hispanoamerikanischen Seminar in Madrid (Seminario Hispanoamericano de Madrid). 1955 gründete er zusammen mit anderen Priestern den Verlag Propaganda Popular Católica (PPC), den er bis 1969 leitete und dem er weiterhin ehrenamtlich vorstand. 
Papst Paul VI. ernannte ihn am 4. April 1969 zum Weihbischof in Sevilla und Titularbischof von Regiana. Der Erzbischof von Sevilla, José María Kardinal Bueno y Monreal, spendete ihm am 17. Mai desselben Jahres die Bischofsweihe; Mitkonsekratoren waren Vicente Kardinal Enrique y Tarancón, Erzbischof von Toledo, und Rafael García y García de Castro, Erzbischof von Granada. 
Am 3. Mai 1980 wurde er zum Bischof von Badajoz ernannt. Am 28. Juli 1994 wurde er mit der Errichtung des Erzbistums Mérida-Badajoz zum Erzbischof von Mérida-Badajoz ernannt. Am 9. Juli 2004 nahm Papst Johannes Paul II. sein altersbedingtes Rücktrittsgesuch an.
Seine 1961 erschienene Dissertation widmete sich der „Geschichte der religiösen Verfolgung in Spanien 1936–39“. In den 1960ern war er neben anderen jungen Geistlichen (wie José Luis Martín Descalzo) an einer Literaturzeitschrift beteiligt.
Für sein Wirken wurde er zahlreich ausgezeichnet. Er war unter anderem seit 1997 Mitglied der Königlichen Akademie von Extremadura (Real Academia de Extremadura). 2004 wurde er mit einem Doktor honoris causa der Päpstlichen Universität Salamanca geehrt. 